# 셰이머스 데이비피츠패트릭
셰이머스 리엄 데이비피츠패트릭(영어: Seamus Davey-Fitzpatrick, 1998년 12월 29일 ~ )은 미국의 배우이다. 2006년 영화 《오멘》에서 데미안 쏜 역할로 잘 알려져 있다.

## 출연 작품
- 더 디너 (2017)
- 노 레팅 고 (2014)
- 세기의 매치 (2014)
- 노던 보더스 (2013)
- 일너스 (2013)
- 위시 유 웰 (2013)
- 비포 미드나잇 (2013)
- 라이츠 아웃 (2011)
- 키 맨 (2011)
- 에브리바디 파인 (2009)
- 로터리 (2007)
- 블랙 도넬리 (2007)
- 오멘 (2006)
- 법과 질서 - 뉴욕 특수수사대 (2001)
- 섹스 앤 시티 (1998)
- 가딩 라이트 (1952)